# Drupa

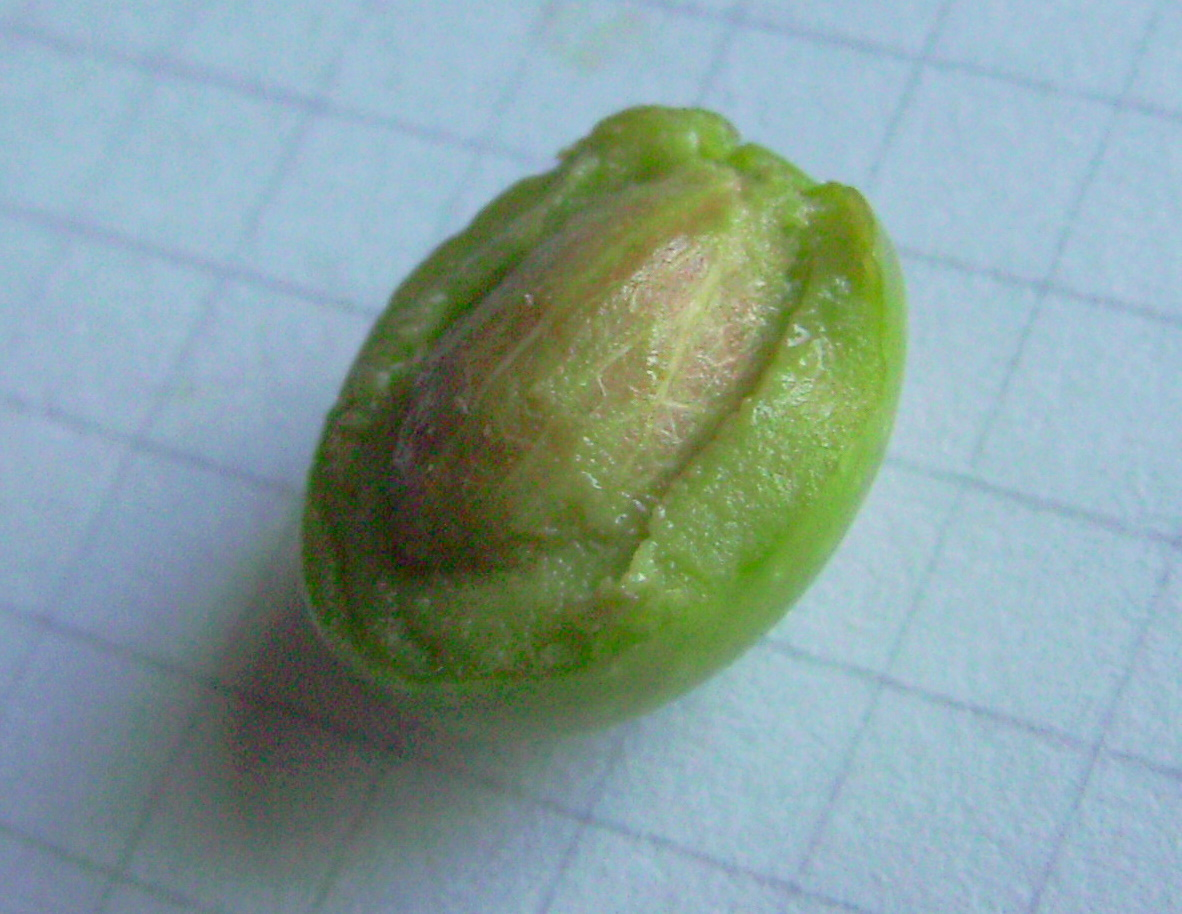
L'oliva és una drupa

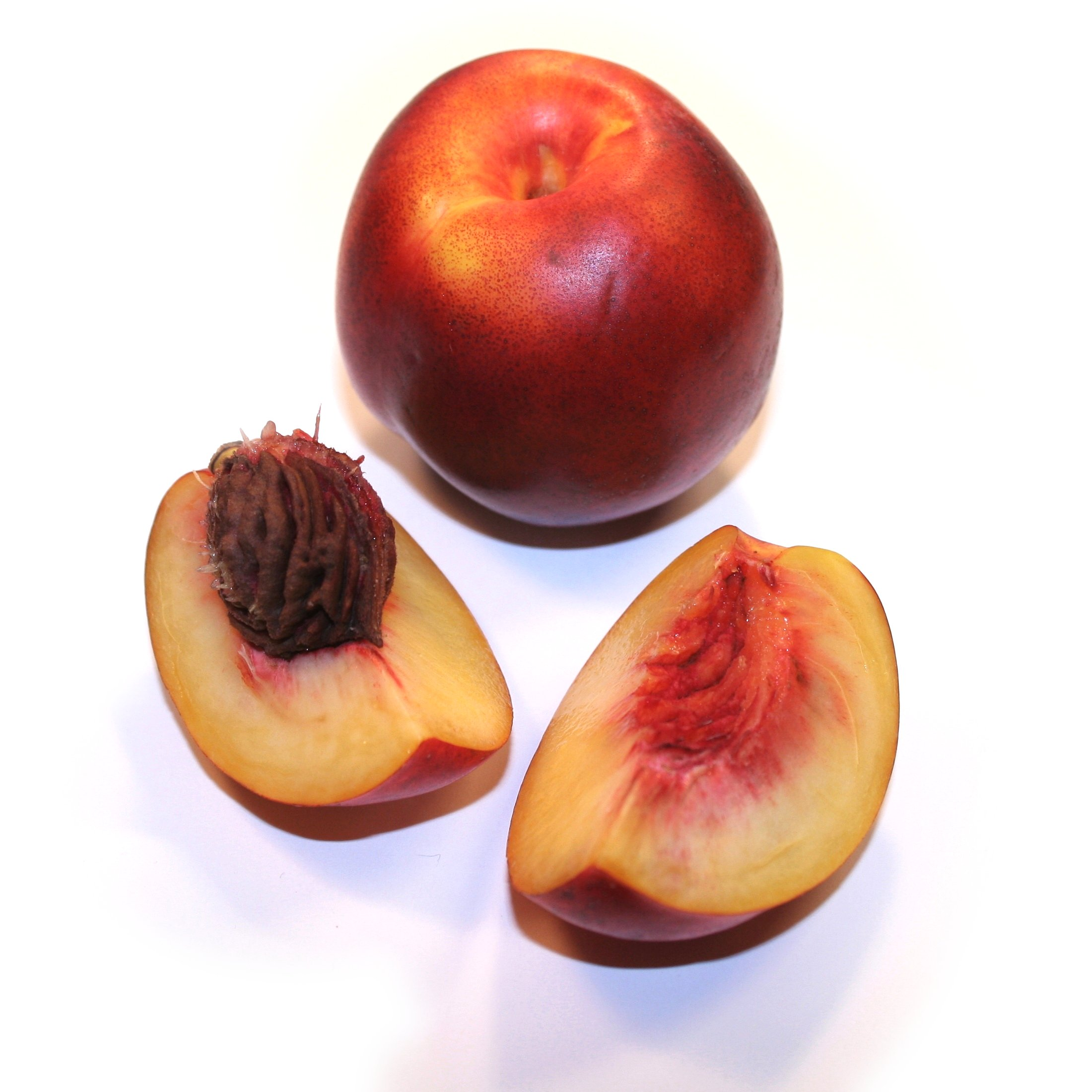
La nectarina, un fruit tipus drupa

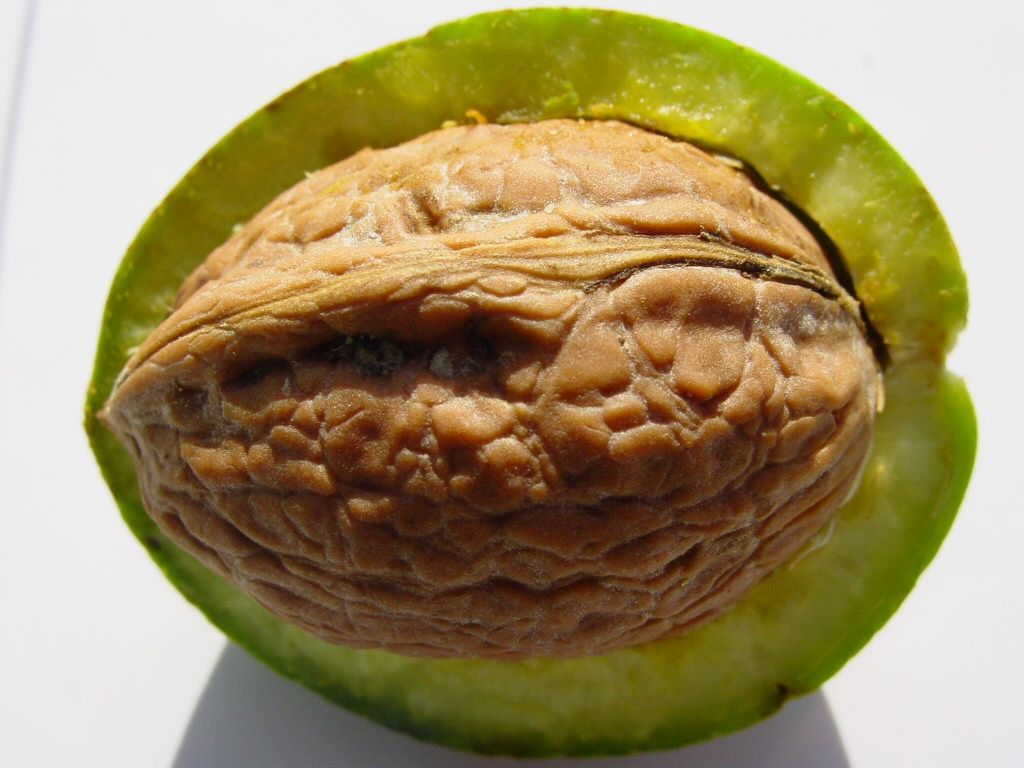
La nou és una drupa amb el pericarpi no comestible

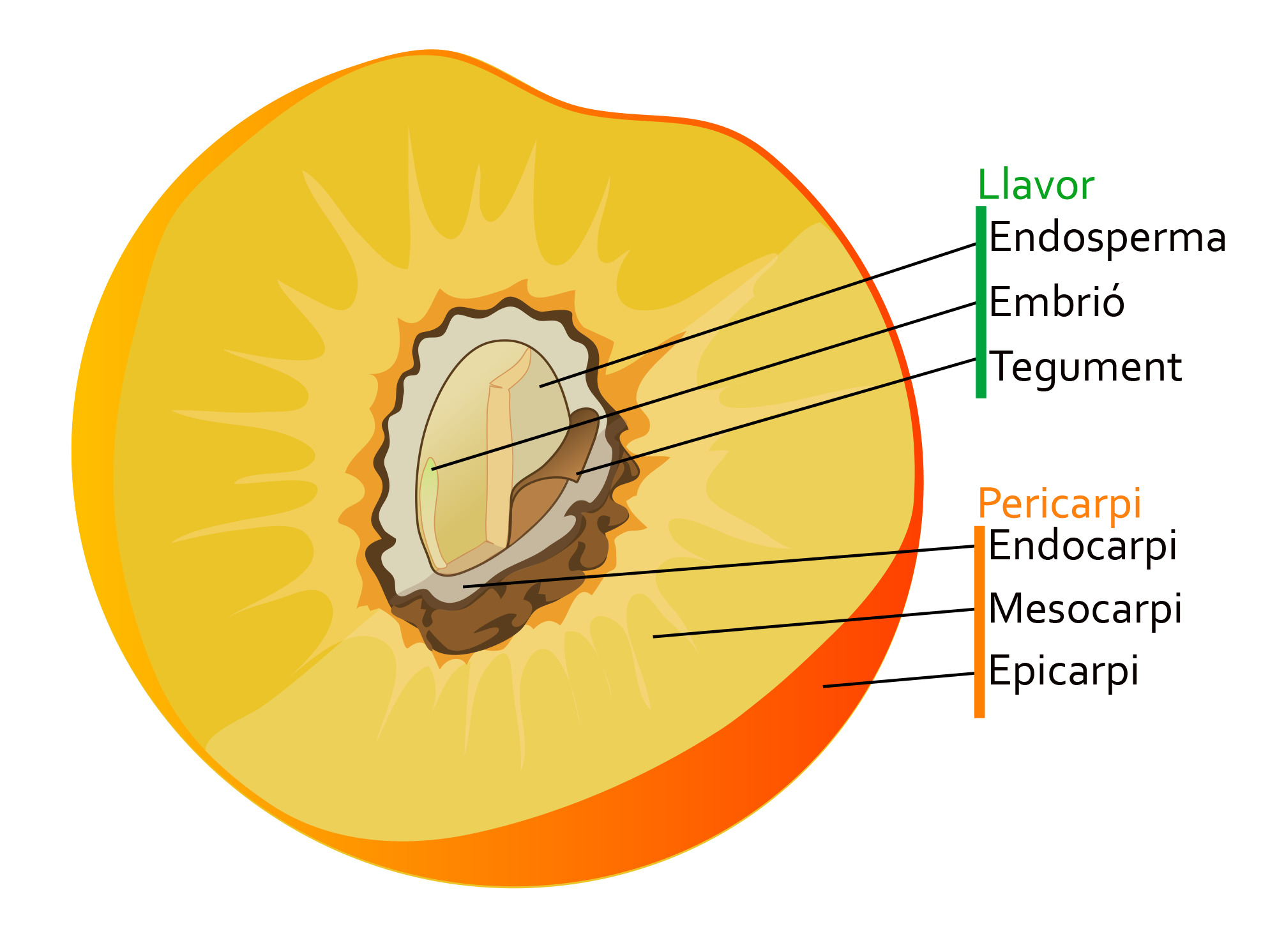
Secció transversal d'una drupa típica (préssec) que mostra fruit i llavors.

La drupa és un tipus de fruit simple indehiscent carnós que procedeix generalment d'un gineceu unicarpel·lar i, més rarament, d'un pluricarpel·lar i cenocàrpic. L'ovari és sempre hipogin. El terme drupa prové del llatí druppa (oliva) i aquest, a la vegada, del grec δρύππα (oliva madura).
Les drupes es componen (de fora endins): d'epicarpi (la pell), el mesocarpi (la polpa) i l'endocarpi (el pinyol) el qual a dins té una llavor. La característica principal d'una drupa és que el pinyol, que molt sovint és dur i lignificat, prové de la paret de l'ovari de la flor.
Segons l'estructura de l'ovari original, es distingeixen les drupes monospermes (el cas més general) i de les drupes polispermes (el fruit del cafè és una drupa que conté dos grans).
Les drupes, amb la seva capa exterior dolça, carnosa, atreuen l'atenció d'animals com a aliment, i les plantes se'n beneficien per la dispersió que en resulta de les seves llavors. L'endocarpi s'empassa sovint sencer i viatja a través del tracte digestiu i s'expulsa a terra juntament amb la femta i amb la llavor il·lesa. Normalment, el pinyol o endocarpi s'expulsa un cop s'ha digerit la part carnosa.
Alguns exemples de plantes amb fruit en drupa són el cafè, el mango, el pistatxo i tots els membres del gènere Prunus (albercoc, cirera, nectarina, préssec, pruna) i incloent l'ametlla. També ho és el coco encara que en aquest cas el mesocarpi és fibrós i sec. També són petites drupes agrupades (polidrupes) els fruits com la móra d'esbarzer i el gerd. Tot i així hi ha excepcions: en el cas de les juglandàcies (com la nou), el pericarpi o «pellofa» no és consumible, com tampoc ho és l'embolcall verd de l'ametlla. En ambdós casos, la part comestible és la llavor (nou, ametlla). Dos exemples d'un tipus de fruit ben representat en la nostra fruita, sobretot entre el que es coneix com a fruita de pinyol.
Quan l'endocarpi continua sent carnós, s'obté una baia i per això el dàtil cal considerar-lo una baia malgrat la seva semblança amb l'oliva.
Des del punt de vista mèdic, moltes fruites de pinyol contenen sorbitol, que pot exacerbar condicions com síndrome d'intestí irritable i malabsorció de la fructosa.